# Calle de San Antón (Segovia)
La calle de San Antón es una vía pública de la ciudad española de Segovia.

## Descripción
La vía conecta la plaza de Santa Eulalia con la calle de Santa Isabel. Aparece descrita en Las calles de Segovia (1918) de Mariano Sáez y Romero con las siguientes palabras:

San Antón.—Está comprendida entre la plazuela de Santa Eulalia y la calle de Santa Isabel. Su nombre es debido a una pequeña capilla que había en esta calle, dedicada a San Antón, que fué parroquia castrense de la plaza militar, sin mérito artístico, ya desaparecido, y en el sitio que ocupaba se ha construído el picadero de la Academia de Artillería. En la Plazuela de Santa Eulalia y calles adyacentes, se celebra el día 17 de enero la romería de San Antón, que, como todas, consiste en baile popular de rueda y puestos de avellanas y confitura, y cuando existía la capilla, con el aditamento o pretexto de ir a rezar al Santo eremita. Por esta calle atraviesa subterráneo el arroyo Clamores, que se salvaba por un pequeño pasadizo. La primitiva iglesia de San Antón estuvo, como ya hemos referido, por el sitio donde se alzó el Convento de Capuchinos.
(Sáez y Romero, 1918, pp. 152-153)